# Aridius brasiliensis
Aridius brasiliensis es una especie de coleóptero de la familia Latridiidae.

## Distribución geográfica
Habita en Brasil, y en la Provincia de Tucumán, Argentina.